# Anna Westerlund
Anna Ǻsa Olivia Westerlund (Pargas, 9 d'abril de 1989) és una futbolista finlandesa, que juga a nivell de club a l'Åland United. Anteriorment va jugar al FC Honka de la Naisten Liiga i l'Umeå IK finlandesos. Tot i jugar 90 minuts en els 22 partits de lliga de l'Umeå, el seu contracte amb el club no es va ampliar al final de la temporada 2011. La temporada següent es va quedar a Suècia amb el Piteå IF.

## Carrera internacional
Westerlund va formar part de la selecció de Finlàndia al Campionat Mundial Femení Sub-20 de la FIFA de 2006. El seu debut amb la selecció nacional femenina de futbol de Finlàndia va arribar el gener de 2008, contra la Xina.
A l'Eurocopa Femenina de la UEFA 2009, organitzada per Finlàndia, Westerlund ja estava establerta a la plantilla. Va jugar en tres partits, inclosa la derrota per 3-2 als quarts de final davant Anglaterra.
El juny de 2013 l'entrenador nacional Andrée Jeglertz la va convocar per formar part de la selecció de Finlàndia per a l'Eurocopa Femenina de la UEFA 2013. Tot i que habitualment jugava com a migcampista amb el seu equip, en aquesta ocasió ho va fer com a defensa central. Durant el partit inaugural de Finlàndia amb Itàlia, que va quedar en empat, va requerir un punt en una ferida al cap.
L'any 2022 també va formar part de la selecció nacional per a l'Eurocopa Femenina de Futbol. En aquell moment era la jugadora amb més partits jugats a Finlàndia, després d'haver superat Jari Litmanen el febrer d'aquell any.

## Gols internacionals
| No. | Data               | Lloc                        | Oponent    | Puntuació | Resultat | Competició                  |
| --- | ------------------ | --------------------------- | ---------- | --------- | -------- | --------------------------- |
| 1.  | 11 de març de 2020 | GSZ Stadium, Làrnaca, Xipre | Eslovàquia | 3-1       | 4–2      | Copa Femenina de Xipre 2020 |